# Кентаври Фур'єтті
|                  |  |                   |
| «Старий кентавр» |  | «Молодий кентавр» |

Кента́ври Фур'єтті (італ. Centauri Furietti) — створені з темного мармуру і знайдені в 1-й половині XVIII століття дві скульптури міфічних істот доби Стародавнього Риму: «Старий кентавр» (італ. Centauro vecchio) і «Молодий кентавр» (Centauro giovane). Зберігаються у Капітолійських музеях Рима.

## Історія знахідки
Під час розкопок в Тіволі вілли імператора Адріана 1736 року було знайдено декілька скульптур, серед яких і дві скульптури міфічних істот кентаврів доби Стародавнього Риму, створені з темного мармуру. Володарем скульптур, що стали родзинками колекцій давньоримських артефактів, став кардинал Фур'єтті. Шляхом довгих і важких перемов вдалося придбати у нащадків померлого кардинала коштовні скульптури до збірок античної скульптури римських пап у Ватикані.
Добра збереженість скульптур і майстерність їх виконання обумовили популярність скульптур ще в XVIII столітті. Твори досліджували і копіювали. Знайдені і написи, з яких відомо, що їх створили в добу еллінізму Аристей та Папій з міста Афродізіасу в Малій Азії. Відомостей про скульпторів не збережено. Вивіз скульптур в Рим і передача творів на віллу імператора Адріана — свідоцтво їх значної мистецької вартості. Так скульптури кентаврів стали надбаням двох епох — доби еллінізму і доби імператорського Риму.
Скульптури кентаврів з вілли в Тіволі неодноразово копіювали ще в добу Античності.

## Луврський кентавр

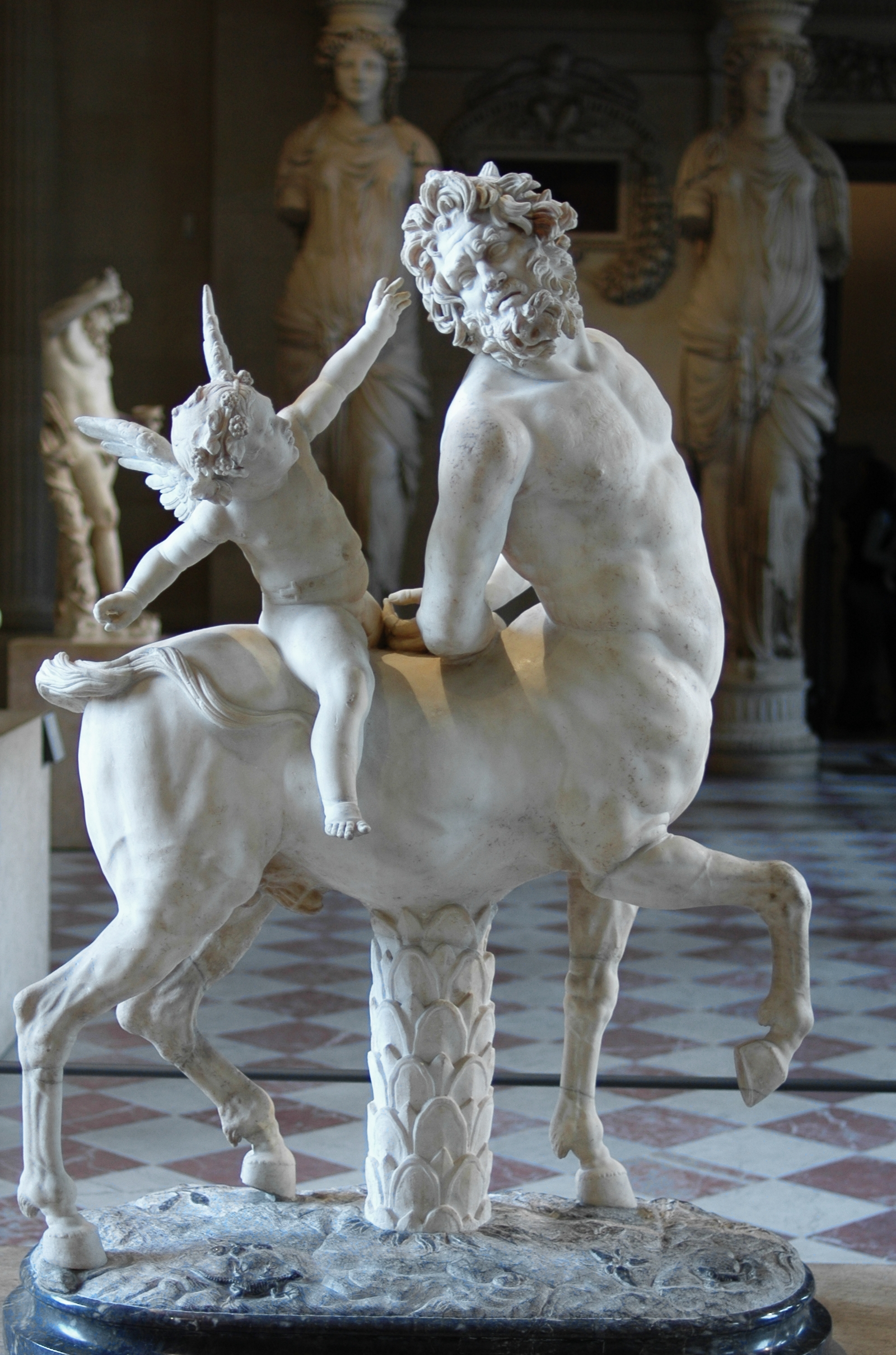
«Старий кентавр» з Лувру

Свідоцтвом давньої популярності скульптур стала ще одна знахідка так званого «Старого кентавра», створена з білого мармуру. Скульптуру «Старого кентавра» знайшли в Римі ще в сімнадцятому столітті, вона належала впливовій родині Боргезе до 1807 року. Під тиском Наполеона Бонапарта скульптура була придбана для імператорських збірок в Луврі і перевезена в Париж. Збереженість біломармурового кентавра більша, що обмовило її реставрацію і додачу фігурки крилатого Амура, що чи то дразнить, чи то знущається з кентавра. Його обличчя сповнене болю і смутку. За припущеннями, скульптури Амурів первісно мали і кентаври Фур'єтті. Парного до цієї скульптури — «Молодого кентавра» не було знайдено. Обидві скульптури вважають римськими копіями через наявність підпори під черевом кентавра.

## Скульптура «Молодого кентавра»
Молодий кентавр з піднятою рукою чи то вітає когось, чи то запрошує до свята і танців. Святковий характер «Молодого кентавра» підкреслив і римський копіювальник — на мармуровій підпор під черевом кентавра подав флейту бога природи Пана. Разом зі зниклим Амурчиком на спині він створює враження свята Діоніса. Разом зі «Старим кентавром» вони — своєрідний пандан двох почуттів : болю і задоволення, смутку і радості. Ймовірно, оригінали скульптур були з бронзи. Своєрідним нагадуванням цього і є темний колір давньоримських скульптур.

## Копії кентаврів Фур'єтті

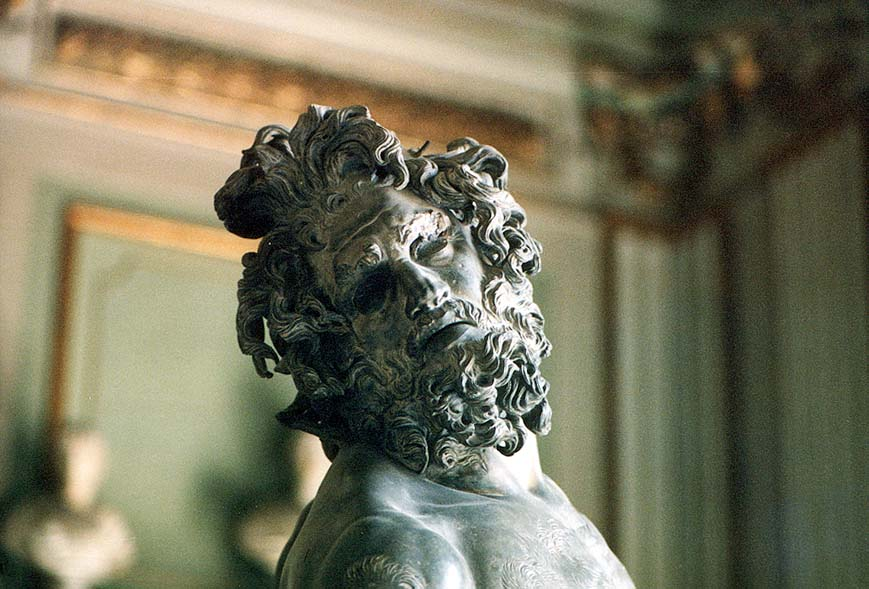
Обличчя Старого кентавра

Популярність «Кентаврів» спричинила масове копіювання скульптур, у копіях вони розійшлися країнами Західної Європи. Особливо уславилися копії, що робив італійський скульптор і торговець антикварними виробами (і їх підробками) Бартоломео Кавачеппі. Згадали про міф, коли кентавру Хірону доручили виховання античного героя Ахіллеса, тому кентаврів стали уособленням гостинності і покровителями освіти, підсилюючи їхню людську іпостась і ігноруючи приналежність міфічній дикій природі.
Копії «Кентаврів» знаходяться в таких музеях:
- Інститут Курто, Лондон
- Версаль, сад Тріанона
- Павловськ (у пейзажному парку на містку кентаврів).